# Hettyey Aranka
Hettyey Aranka (Stettner Aranka; nemesi előnév: makkoshettei; asszonynév: Nadányi Emilné;  Budapest, 1877. március 9. – Budapest, Józsefváros, 1953. február 2.) magyar drámai színésznő, akadémiai tanár, Zádor Stettner Tamás író, újságíró nővére.

## Életpályája
Stettner Tamás váltótörvényszéki irodaigazgató és Zádor Sarolta lánya. Horváth Zoltán színészképző iskolájába járt az 1890-es évek második felében, majd Székesfehérvárra szerződött Dobó Sándor hívására, közben a Magyar Színházban is sikeresen szerepelt, innen útja a Vígszínházba vezetett. Később jeles vidéki színházakban lépett fel (Pozsony, Szeged, Kolozsvár). 1914-ben Kolozsvárról meghívta a Nemzeti Színház, ahol 1927-ben örökös taggá választották. 1923-tól 1941-ig a Színiakadémia drámai tanszékén tanított.
Egyénisége, megjelenése, erős modulációkra képes hangja a klasszikus darabok tragikus szerepeire tették alkalmassá, bár modern darabokban is aratott sikert, főleg a Vígszínház úgynevezett szalondarabjaiban. 1935-ben visszavonult a nyilvános szerepléstől, s színinövendékei tanításának szentelte idejét, egy szerepre azonban még szerződtette a Művész Színház.
1953-ban hunyt el, a Farkasréti temetőben nyugszik.

### Magánélete
Első férje bervei Jónás Dezső földbirtokos volt, akivel 1917. augusztus 12-én Budapesten kötött házasságot. Második férje Nadányi Emil újságíró, lapszerkesztő volt, akihez 1929. június 5-én Budapesten, a Józsefvárosban ment feleségül.

## Főbb szerepei
- Bornemisza Péter: Magyar Elektra – Elektra
- Katona József: Bánk Bán – Gertrudis
- William Shakespeare: Lear király – Goneril
- Madách Imre: Az ember tragédiája – Éva
- William Shakespeare: Macbeth – Lady Macbeth
- Friedrich Schiller: Stuart Mária – Erzsébet
- Jean Racine: Phaedra – Phaedra
- Csehov: Sirály – Irina
- Bartók Lajos: Mohács után – Perényiné
- Sík Sándor: István király – Gizella királyné

## Filmjei
- Az isten fia és az ördög fia (1918)
- Júlia kisasszony (1919)
- Páris királya (1920) – A hercegnő